# Джесика Бърд
Джесика Бърд (на английски: Jessica Bird) е американска писателка на бестселъри в жанра съвременен и еротичен паранормален любовен роман. Пише и под псевдонима Дж. Р. Уорд (на английски: J R Ward).

## Биография и творчество
Джесика Роули Пел Бърд е родена през 1969 г. в Бостън, Масачузетс, САЩ, в семейството на Максин и Жилет Бърд. Още от ученическа възраст обича да чете много любовни романи и сама опитва да пише кратки разкази. Завършва първия си роман в ръкопис през лятото преди колежа.
Учи в колежа „Смит“ и завършва с дипломи по две специалности – история и история на изкуството през Средновековието. След това учи в Колежа по право в Олбани и получава диплома за юрист. Малко след дипломирането си започва да работи в областта на здравеопазването, като прекарва много години като адвокат и ръководител на отдела за човешки ресурси на академичния медицински център в Бостън.
Въпреки че животът ѝ поема в друга посока, тя продължава да пише, като след 10 години завършва още 2 ръкописа и няколко частично. На 6 октомври 2001 г. в Барнстабъл се омъжва за Джон Невил Блякмор III, който е собственик на „luegrass Consulting“ в Кеймбридж, Масачузетс. До 2003 г. живеят Кеймбридж, а от 2003 г. се преместват в Луисвил, Масачузетс.
По препоръка на майка си и съпруга си, през 2001 г. се свързва с литературен агент. През 2002 г. е издаден първият ѝ съвременен роман „Leaping Hearts“ под моминското ѝ име.
В периода 2005 – 2007 г. пише поредицата „Наследството на Мурхаус“. За романа „From the First“ от нея получава престижната награда РИТА. През 2014 г. поредицата е преиздадена с преработка на първите две книги.
Няколко години след началото на писателската си кариера започва да издава паранормални любовни романи под псевдонима Дж. Р. Уорд. Първата книга „Тъмна любов“ от емблематичната ѝ поредица „Братството на черния кинжал“ излиза през 2005 г. Тя бързо става международен бестселър и е издадена в милионен тираж. За романите „Пробудена любов“ и „Споделена любов“ е удостоена с наградите на списание „Romantic Times“.
Член е на борда на Форт Тайкондерога, военен музей в Тайкондерога, щат Ню Йорк, който е бил купен в руини от нейната фамилия Пел през 1820 г. и през 1909 г. е възстановен за посещения.
Джесика Бърд живее със семейството си в Луисвил.

## Произведения

### Като Джесика Бърд

#### Самостоятелни романи
- Leaping Hearts (2002)
- Heart of Gold (2003)
Сърце от злато, изд. „Ибис“, София (2020), прев. Силвия Желева (издаден на български под името Дж. Р. Уорд)
- The Perfect Distraction (2014)
- When You Walked In (2014)

#### Поредица „Незабравима лейди“ (Unforgettable Lady)
1. An Unforgettable Lady (2004)
2. An Irresistible Bachelor (2004)

#### Поредица „Наследството на Мурхаус“ (Moorehouse Legacy)
1. Beauty and the Black Sheep (2005) – издаден и като „The Rebel“
2. His Comfort and Joy (2006) – издаден и като „The Player“
3. From the First (2006) – издаден и като „From the First Kiss“, награда РИТА
4. A Man in a Million (2007)

#### Поредица „Братя О`Баниън“ (O'Banyon Brothers)
1. The Billionaire Next Door (2007)

#### Сборници
- Mistress: Taken by the Tycoon (2009) – с Ян Колей и Кристи Голд

### Като Дж. Р. Уорд

#### Самостоятелни романи
- An Irresistible Bachelor (2013)

#### Вселената на Братстовото на черния кинжал

##### Поредица „Братството на черния кинжал“ (Black Dagger Brotherhood)
1. Dark Lover (2005)
Тъмна любов, изд.: ИК „Ибис“, София (2010), прев. Красимира Христовска, ISBN 978-954-9321-28-9
2. Lover Eternal (2006)
Вечна любов, изд. „Ибис“, София (2010), прев. Силвия Желева, ISBN 978-954-9321-39-5
3. Lover Awakened (2006)
Пробудена любов, изд. „Ибис“, София (2010), прев. Силвия Желева, ISBN 978-954-9321-46-3
4. Lover Revealed (2007)
Споделена любов, изд. „Ибис“, София (2011), прев. Вера Паунова, ISBN 978-954-9321-57-9
5. Lover Unbound (2007)
Освободена любов, изд. „Ибис“, София (2011), прев. Надя Баева, ISBN 978-954-9321-65-4
6. Lover Enshrined (2008)
Свещена любов, изд. „Ибис“, София (2011), прев. Надя Баева, ISBN 978-954-9321-89-0
7. Lover Avenged (2009)
Отмъстена любов, изд. „Ибис“, София (2012), прев. Надя Баева, ISBN 978-619-157-019-5
8. Lover Mine (2010)
Единствена любов, изд. „Ибис“, София (2012), прев. Надя Баева, ISBN 978-619-157-031-7
9. Lover Unleashed (2011)
Неукротима любов, изд. „Ибис“, София (2013), прев. Вера Паунова, ISBN 978-619-157-043-0
10. Lover Reborn (2012)
Преродена любов, изд. „Ибис“, София (2013), прев. Надя Баева, ISBN 978-619-157-062-1
11. Lover At Last (2013)
Сбъдната любов, изд. „Ибис“, София (2014), прев. Вера Паунова, ISBN 978-619-157-067-6
12. The King (2014)
Кралят, изд. „Ибис“, София (2014), прев. Вера Паунова, ISBN 978-619-157-097-3
13. The Shadows (2015)
Сенките, изд. „Ибис“, София (2016), прев. Вера Паунова, ISBN 978-619-157-161-1
14. The Beast (2016)
Звярът, изд. „Ибис“, София (2018), прев. Вера Паунова, ISBN 978-619-157-220-5
15. The Chosen (2017)
 Избраницата, изд. „Ибис“, София (2019), прев. Вера Паунова, ISBN 978-619-157-311-0
16. The Thief (2018)
17. The Savior (2019)
18. The Sinner (2020)
19. Lover Unveiled (2021)
20. Lover Arisen (2022)
21. Lassiter (2023)

###### Допълнителни издания към серията
- The Black Dagger Brotherhood: An Insider's Guide (2008)
Братството на черния кинжал: пътеводител за посветени, изд. „Ибис“, София (2012), прев. Вера Паунова, ISBN 978-619-157-033-1
- Father Mine: Zsadist and Bella's Story (2008) – ел. книга
- Dearest Ivie (2018) – ел. книга
- Prisoner of Night (2019) – ел. книга
- Where Winter Finds You (2019) – новела
- A Warm Heart in Winter (2020) – новела
- Darius (2022) – аудио книга

##### Поредица „Наследството на черния кинжал“ (Black Dagger Legacy)
1. Blood Kiss (2015)
Кървава целувка, изд. „Ибис“, София (2017), прев. Вера Паунова, ISBN 978-619-157-189-5
2. Blood Vow (2016)
Кръвен обет, изд. „Ибис“, София (2020), прев. Вера Паунова, ISBN 978-619-157-339-4
3. Blood Fury (2017)
4. Blood Truth (2019)

##### Поредица „Братството на черния кинжал: Затворнически лагер“ (Black Dagger Brotherhood: Prison Camp)
1. The Jackal (2020)
2. The Wolf (2021)
3. The Viper (2022)

##### Поредица „Паднали ангели“ (Fallen Angels)
Вселената на „Братството на Черния кинжал“, но в по-ранен времеви период.
1. Covet (2009)
2. Crave (2010)
3. Envy (2011)
4. Rapture (2012)
5. Possession (2013)
6. Immortal (2014)

##### Поредица „Бърлогата на вълка“ (Lair of the Wolven)
1. Claimed (2021)
2. Forever (2023)

#### Поредица „Кралете на бърбъна“ (Bourbon Kings)
1. The Bourbon Kings (2015)
Кралете на бърбъна, изд. „Арт Етърнал Дистрибушън“ (2016), прев. Силвия Желева
2. The Angels' Share (2016)
Ангелският дял, изд. „Арт Етърнал Дистрибушън“ (2017), прев. Силвия Желева
3. Devil's Cut (2017)
Дяволският дял, изд. „Арт Етърнал Дистрибушън“ (2018), прев. Анна Василева

#### Поредица „Сватба от ада“ (Wedding From Hell)
1. The Rehearsal Dinner (2018)
2. The Reception (2018)
3. Exclusive Excerpt of Consumed (2018)

#### Поредица „Огнени искри“ (Firegihthers)
1. Consumed (2018)

#### Сборници
- Dead After Dark (2008) – с Шерилин Кениън, Диана Лъв и Сюзън Скуайърс
- Blood Lust 6 (2010) – с Мериджейн Дейвидсън и Кристин Фийън
- Blood Sample 7 (2010) – с Мериджейн Девидсън, Лоръл Хамилтън, Шарлейн Харис и Кейти МакАлистър